# Megaphorus brunneus
Megaphorus brunneus là một loài ruồi trong họ Asilidae. Megaphorus brunneus được Cole miêu tả năm 1964. Loài này phân bố ở vùng Tân Bắc giới.